# Monolepta acutangula
Monolepta acutangula es una especie de insecto coleóptero de la familia Chrysomelidae, descrita en 1903 por Weise.